# Indisk ormhalsfågel
Indisk ormhalsfågel (Anhinga melanogaster) är en fågel i familjen ormhalsfåglar inom ordningen sulfåglar.

## Utseende
Ormhalsfåglarna är skarvlika fåglar med mörk fjäderdräkt. De är fiskätare, har mycket lång hals och simmar ofta med bara halsen ovanför vattenytan. När de simmar på detta sätt kan de likna en orm vilket gett dem namnet ormhalsfåglar.
Indisk ormhalsfågel är en 85–97 cm lång fågel med en vingbredd på 114-128 cm. Den är mycket lik både afrikansk och australisk ormhalsfågel, och dessa tre har tidvis behandlats som en och samma art. Indisk ormhalsfågel har dock mindre skillnader mellan könen och skiljer sig utseendemässigt genom ett tydligt vitt streck runt ögat, ett smalare och längre ljust kindstreck och att den är fläckad i sotbrunt, rödbrunt och halmgult på huvud och nacke. Hanens strupe är vidare vitfläckat svart och halsen är mellanbrun med mörka fläckar, ej svart eller rostbrun. De ljusa strecken på ryggen är gråvita, ljusare än hos släktingarna.

## Utbredning och systematik
Fågeln förekommer från Indien till Sydostasien, Malaysia och Filippinerna. Den behandlas som monotypisk, det vill säga att den inte delas in i några underarter.

### Ormhalsfåglarnas släktskap
Traditionellt placerades ormhalsfåglarna i ordningen pelikanfåglar men molekylära och morfologiska studier har visat att denna ordning är parafyletisk.. Förslagsvis har därför ormhalsfåglarna flyttats till den nya ordningen Suliformes tillsammans med sulor, skarvar och fregattfåglar.

## Levnadssätt
Ormhalsfåglarna saknar uropygialkörtel vilket är en oljeproducerande körtel, som exempelvis änder har, och vars olja används för att täta fjäderdräkten mot vatten. Detta gör att ormhalsfåglarnas fjäderdräkt drar åt sig vatten, vilket gör den tyngre i vatten och den kan därmed knappt flyta. Istället underlättar detta vid dyk efter fisk och ormhalsfågeln har en stor kapacitet att stanna länge under vatten.
Vid behov torkar ormhalsfågeln sina vingar genom att sittande sträcka ut vingarna en längre tid tills de är torra. Om vingarna fortfarande är våta kan den bara lyfta med stor ansträngning och den lyfter då genom att springa på vattenytan samtidigt som den flaxar kraftigt med vingarna. Ormhalsfåglarna jagar ofta i mindre grupper.

## Status
Indisk ormhalsfågel har ett stort utbredningsområde och tros ha ökat i antal på sistone på grund av ökat skydd av våtmarker. IUCN kategoriserar den som livskraftig.

## Bilder

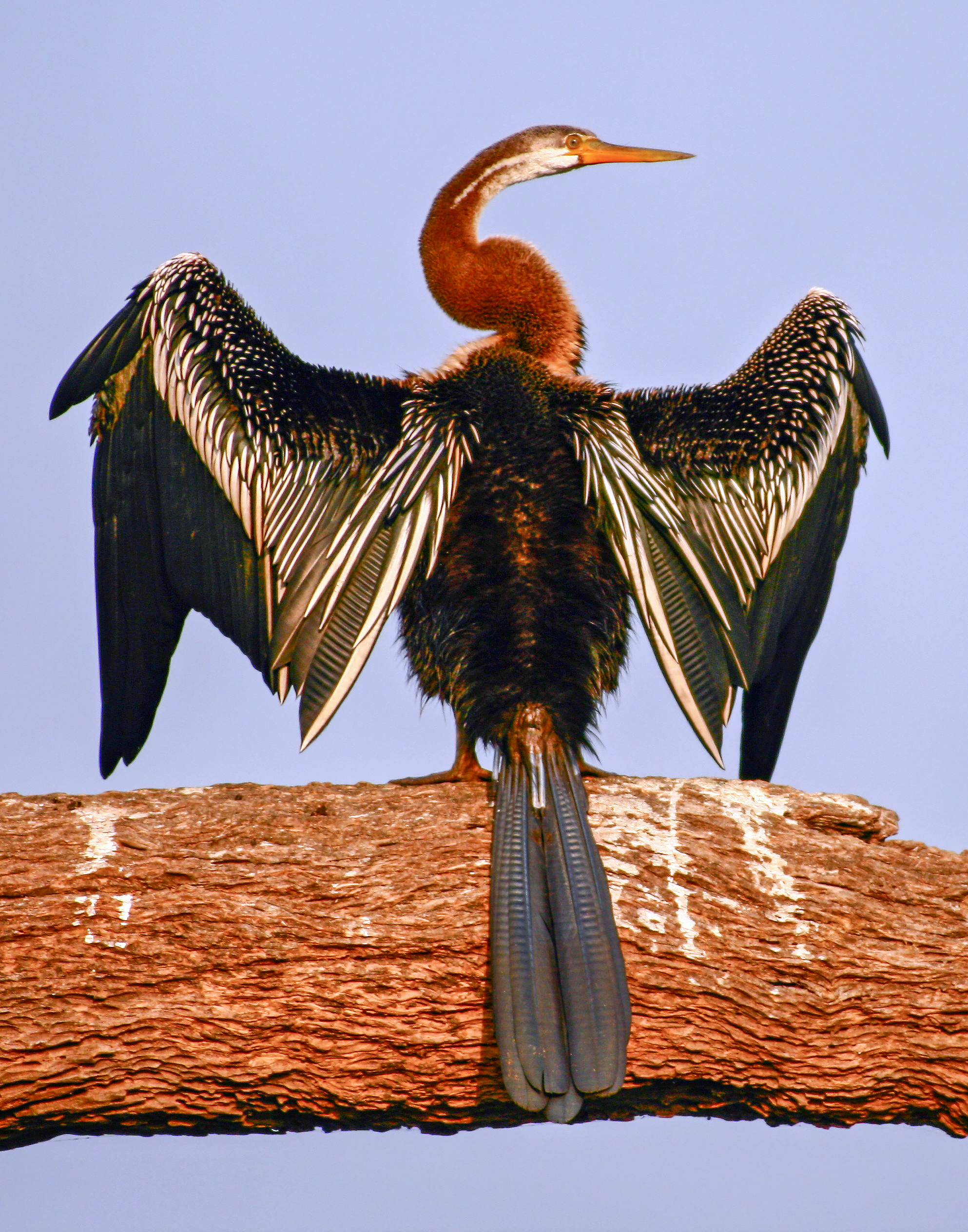
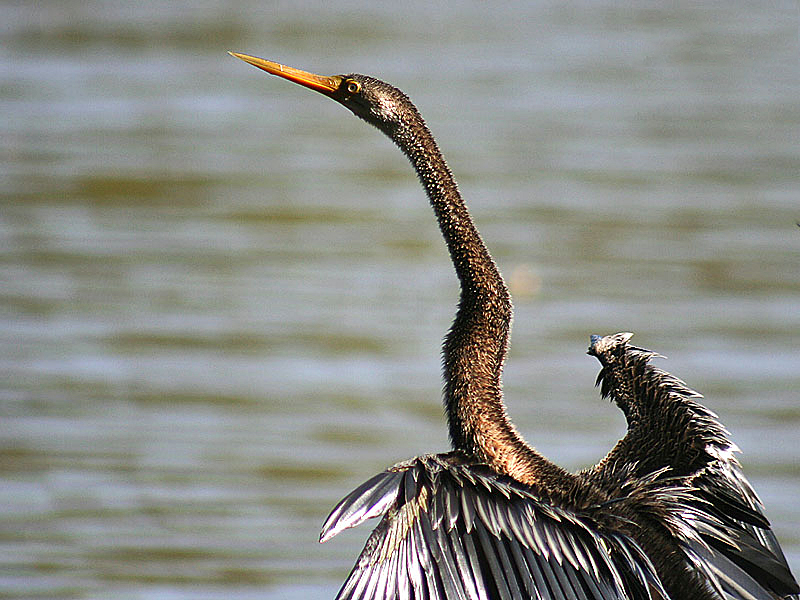